# 蓋特伍德鎮區 (密蘇里州里普利縣)
蓋特伍德鎮區（英語：Gatewood Township）是位於美國密蘇里州里普利縣的一個行政鎮區。

## 地方資料
蓋特伍德鎮區的面積為138.91平方千米，皆為陸地。根據2020年美國人口普查的數據，當地共有人口287人，而人口密度為每平方千米2.07人。